# Foot Ball
Foot Ball (The Quarterback) è un film muto del 1926 diretto da Fred C. Newmeyer che segna il debutto sugli schermi di Barton MacLane e Charles Starrett. È conosciuto in Italia anche col titolo Rugby.

## Trama
Nel 1899, Elmer Stone, lanciatore della squadra di football del Colton College, sposa Nellie Webster, impegnandosi a restare a scuola finché la squadra non sconfiggerà quella della State University. Nel 1926, Elmer, benché sia ormai rimasto vedovo, è ancora uno studente e Jack, il figlio, è diventato suo compagno di università. Per entrare in una confraternita, il giovane deve baciare bendato la prima ragazza che incontrerà che si rivela essere Louise Mason. Cercando dei giocatori, Jack fa amicizia con "Lumpy" Goggins con il quale studia un nuovo schema di gioco. Alla fiera della contea, durante una partita,  Jack - dopo varie azioni di gioco - riesce a portare finalmente la squadra del college alla vittoria.

## Produzione
Il film fu prodotto dalla Famous Players-Lasky Corporation (come Paramount Pictures).

## Distribuzione
Il copyright del film, richiesto dalla Famous Players-Lasky Corp., fu registrato il 13 ottobre 1926 con il numero LP23221. Distribuito dalla Paramount Pictures, uscì nelle sale USA l'11 ottobre 1926.
In Italia, il film ottenne il visto di censura numero 23776.